# ماركو ستويانوفيتش (ممثل)
ماركو ستويانوفيتش (بالصربية: Марко Стојановић)‏ هو تمثيل صامت وممثل صربي، ولد في 2 يناير 1971 في صربيا.

## وصلات خارجية
- ماركو ستويانوفيتش على موقع IMDb (الإنجليزية)
- ماركو ستويانوفيتش على موقع ألو سيني (الفرنسية)
- ماركو ستويانوفيتش على موقع أول موفي (الإنجليزية)
- ماركو ستويانوفيتش على موقع قاعدة بيانات الفيلم (الإنجليزية)
- ماركو ستويانوفيتش على موقع كينوبويسك (الروسية)